# Thalénite-(Y)
La thalénite-(Y) è un minerale.